# 北京市密云区雾灵山林场
北京市密云区雾灵山林场，通称雾灵山林场，又称北京市雾灵山自然保护区，中华人民共和国北京市密云区管辖的一个小型国有林场，其行政主管部门是密云区园林绿化局。截至2018年，该林场的经营总面积为2424公顷（3.52万亩），其中有林面积为2321公顷。

## 地理位置与自然资源
雾灵山为燕山山脉主峰，海拔2176米，位于河北省承德市兴隆县境内，山峰西北与北京市密云区相接。雾灵山自然保护区地处密云区新城子镇，保护区总面积4152.4公顷，林场经营面积2421公顷，森林覆盖率达95.81%，是密云水库上游重要水源涵养林区。保护区内森林资源丰富，植物种类繁多，已发现植物739种，重点保护野生植物52种，包括国家级重点保护野生植物23种，北京市级重点保护野生植物44种。保护区内有陆生脊椎动物246种，其中国家一级重点保护野生动物3种，国家二级31种，北京市一级25种。此外，保护区内野生动物有中国特有种15种。

## 历史

### 1949年之前
隋唐时期，雾灵山区为原始森林，且覆盖率超70%。至金朝末期，雾灵山区的森林覆盖率仍有60%左右。经过元明两代的开荒，森林覆盖率至明末下降到35%左右。清朝康熙二年（1663年），雾灵山划为清东陵后龙风水禁地，设总巡管理，依主峰向外分别设有以红桩和绿桩标识的禁界，禁止入山樵猎:45。至清末，森林覆盖率恢复到60%左右。
宣统二年（1910年），因清政府财政困乏，开始允许兵丁开垦东陵风水禁地，以代薪饷。1914年，经守护大臣奏请清皇室批准，红桩地界被租给天丰益铺伐售树木，用于补充东陵绿营兵薪饷:45。1915年，后龙风水禁地正式开禁。1918年后，直系、奉系军阀及官员、商人争抢砍伐雾灵山林木。天丰益绸缎庄老板蔡介芝等经军阀同意，在兴隆山设天丰益镇基局，总揽东陵林区采伐权，并招徕各地木商承包采伐。1921年，直隶省长曹銳将东陵林区收归省有，并派何谦吉旅长建立直隶省东荒垦植局:45（后改称河北省第一林垦局），砍伐森林以筹措军饷和补充财政。1933年至1945年间，雾灵山地区森林被日伪政权砍伐殆尽，仅残存极少的天然次生林。

### 林场早期历史
1950年2月，雾灵山地区属于密云县境内的林地被密云县人民政府划归国有，并在雾灵山附近建立护林防火委员会:9。1953年年底，河北省通县区专员公署农林局林业调查队完成对雾灵山等国有林的测量和绘图工作。1954年4月，经河北省人民政府农林厅批准，密云县雾灵山森林经营所成立，裘寿英任副所长，郭希武任技术员，郭钟和任会计，在密云县六区坡头村办公:10。1957年4月，河北省派林业调查队对雾灵山进行第一次森林经理调查。1957年10月，将兴隆雾灵山、承德县陈家庄、密云雾灵山3个森林经营所合并为雾灵山森林经营所，并收归河北省林业厅直接领导。1958年，雾灵山森林经营所改为以经营为主，以造林为辅的国营林场。1958年10月，密云划归北京市管辖。同年，雾灵山森林经营所密云部分被改组为密云县雾灵山林场:210。1960年2月，密云县雾灵山林场与新城子公社吉家营大队合并，实行“场社合一”，成立中国共产党密云县雾灵山林场总支委员会，刘公启任总支书记。1961年，场社合一的林场解体，恢复原林场:12。1972年至1973年，林场采伐更新天然次生林166.7公顷，采伐木材6000立方米，建立一座木材小料加工厂。1974年之后，每年少量进行抚育间伐:211。
1978年，新城子乡遥桥峪南沟村最后的10户村民迁出，雾灵山林场在其原址栽培油松树。1985年5月17日，经密云县人民代表大会批准，6105亩的雾灵山林场由林场和坡头村共管，收入由林场和坡头村按比例分成，其中1351亩天然林按四六分成，438亩人工林按七三分成，宜林荒山由坡头村组织造林，林权也全部归村。1987年，遥桥峪村提出重新确认原南沟村地区林地的权属。1988年1月23日，经密云县人民政府批准，雾灵山林场亮甲地区划归遥桥峪村所有，而原南沟村地区林地仍归林场，通过换地解决权属争议:16。1990年3月，密云县人民政府在全县内开展国有林确定权属颁发国有林权证工作。至1990年底，雾灵山等六个县属林场的定权发证工作基本完成:17。1992年，雾灵山林场开始进行森林旅游开发，成立雾灵山自然风景区:211。

### 自然保护区成立后
2000年12月，北京市雾灵山自然保护区成立，保护区属森林生态类型，以森林生态系统及金钱豹等珍稀动植物为主要保护对象。保护区东界为南横岭至脑峪沟梁脊；南界为大树洼南梁至南横岭；西界为大树洼村至遥桥峪村；北界为脑峪沟梁根至遥桥峪村。其中，核心区和缓冲区总面积18.382平方公里。
2015年10月，雾灵山森林自然保护区被北京野生动物保护协会和北京市公园管理中心授予“北京十佳生态旅游观鸟地”称号。2016年12月19日，北京市密云区人民政府发布《北京市密云区人民政府关于畜禽养殖禁养区划定的公告》，雾灵山自然保护区被划为畜禽养殖禁养区。2017年10月底至2018年1月，北京市环境保护督察组开展了第三批、第四批市级环境保护督察工作，雾灵山自然保护区被发现存在未能实现对自然保护区的规范管理，设施建设手续不完善等问题。2020年5月至2021年1月，密云区全面排查云蒙山、雾灵山、云峰山3个自然保护区核心区及缓冲区内的违建，清退搬迁历史遗留“一户多宅”房屋500余户。2021年11月，北京市雾灵山自然保护区被国家林草局正式批准为履行《联合国森林文书》示范单位，为北京市继西山试验林场后的第二家，中国全国的第17家。2022年6月，北京市野生动物救护中心联合密云区园林绿化局，将救护康复的9只野生动物放归至雾灵山自然保护区，包括国家一级保护动物猎隼、国家二级保护动物游隼、苍鹰、红隼、鹰鸮、灰林鸮等。